# 秘境車站
秘境車站（日语：／ Hikyōeki */?）一詞源自日本，意指因為地處偏僻而人煙罕至和不易抵達的火車站，但通常能夠激起鐵道迷一探究竟。

## 概要
“秘境車站”一詞開始使用的時間並不明確。在1990年代所澤秀樹的著作中對田本站和小和田站使用了“秘境車站”的表述。之後，牛山隆信在1999年開設的網站以及其文章的刊行使得“秘境車站”這一詞彙出現於大眾視野。
通常而言，秘境車站存在於幾乎沒有人家居住的地帶。鐵路車站可能因為距離聚落區較遠、聚落消失等位置和歷史原因而成為秘境車站。

## 條件
以日本鐵道迷普遍的定義，大致符合以下條件，便可稱為秘境車站。
- 位置：地處懸崖峭壁、山林、荒野之中，車站周圍人群稀少，每日使用乘客接近於零或為零。
- 設施：站舍、鐵軌等設施陳舊，缺乏維護。
- 通達性：與主要道路距離遙遠，且停靠列車班次極少或無，無論使用汽車、摩托車或鐵路都難以抵達車站。

## 各地秘境車站
至今，僅日本和台灣較常使用「秘境車站」一詞，無法明確得知其他國家和地區的秘境車站。

### 台灣
由於台灣缺乏具公信力的參考資料，無法確切判斷秘境車站的定義，但即使台灣許多車站周圍環境偏僻，也可能有住家、處於主要道路附近或使用的觀光客及遊玩民眾多，實質上與「秘境」已無太大關聯。目前主要以車站的停靠班次、附近住家多寡、觀光客與旅客人次稀少為判斷依據，廢止車站一般不列入統計。

#### 南迴線
- 枋野車站：雖列入三等站且派人管理，但事實上是為了管理中央號誌站。平常只有員工可搭乘零星停靠的區間車進出車站，僅部分觀光列車停靠供遊客參觀，位處深山暨行動通訊死角地帶，有蚊蟲、毒蛇出沒，附近無住家、商店，故進出時有安全之虞及補給之慮。
- 多良車站：雖然已經廢站，然而因風景優美具有觀光利益，故部份觀光列車會停靠供遊客參觀，一些遊客經南迴公路前往參觀。
- 中央號誌站
- 內獅車站：本站和加祿、枋山被鐵道迷戲稱為「南迴線三小站」。另外本站雖處內獅聚落和內獅國小旁，但因聚落與車站並無聯絡道連接，只有與學校連接的天橋。也因此本站也成為全台鐵最少人次搭乘的車站。
- 枋山車站

#### 阿里山線
許多附近無住家與熱門觀光景點的無人小站，如木履寮車站（休止站）、梨園寮車站、多林車站等。

#### 東部幹線（宜蘭線、台東線、北迴線）
- 三貂嶺車站：台灣唯一沒有道路可以直接抵達的鐵路車站
- 武塔車站：北迴線上算是較有人煙的秘境車站。
- 干城車站：因旅客稀少而遭到廢站，因此雖鄰近社區，但仍鮮為人知。
- 山里車站：為台東線的車站之一，位於山區裡面，是標準的「秘境車站」。在台東線改良後山里—台東段舊線（單線山里隧道群）已廢線，由新線（雙線山里隧道）取代。今日的山里車站是近日改建而成的新站。

#### 西部縱貫線
- 談文車站：海線上的招呼站，但除了區間車會停靠之外，對號列車及區間快車皆不停靠。該車站存在的目的其實與枋野車站一樣，是為了管理談文南號誌站而設站。現談文南號誌站由竹南車站管理遙控，談文站成了無人招呼站。
- 石榴車站
- 石龜車站

#### 平溪線
- 大華車站
- 望古車站

### 中国大陆
中国大陆国铁系統遍及大陸各地，其中符合“秘境車站”定義之車站數量相當龐大，尤其是西部雪山無人區或只有少數民族部落，青藏鐵路與兰新高铁位於草原與沙漠之中的曠野車站眾多，數據難以統計，因而此處僅列出中國大陸城市軌道交通系統中部分符合“秘境車站”定義之車站。

#### 吉林省
- 长春轨道交通1号线红嘴子站：周边用地属于前瞻规划，车站启用时周边为荒地，目前无市政道路可供前往。

#### 遼寧省
- 沈阳地铁2号线全运路站：周边道路规划改变使全运路不再途径该站，车站启用时周边为荒地。

#### 四川省
- 成都地铁6号线青岛路站：出入口尚未與市政道路連接。
- 成都地铁6号线芦角站：出入口尚未與市政道路連接，列車通過不停靠。
- 成都地铁18号线天府机场3号4号航站楼站：设计为3号4号航站楼综合交通中心建筑内部的车站，无独立出入口，由于配套的3号4号航站楼工程未动工，本站不开通，列車通過不停靠。
- 成都地铁18号线、19号线天府站：上盖建筑铁路天府站未建成，目前无市政道路可供前往，也只有换乘功能，乘客不能离开付费区。

#### 浙江省
- 杭州地铁3号线创明路站、汤家村站：周边没有任何连接道路，列车经过不停靠。

#### 广东省
- 深圳地铁11号线机场北站：周围只有建筑工地，有一条内部道路经过，人烟稀少，除了城际铁路和地铁站出入口外，没有其他设施。

### 香港
- 港鐵北環線古洞站
- 港鐵東鐵線馬場站（只限沙田馬場賽馬日開放）
- 港鐵輕鐵洪天路緊急月台（只限服務受阻時使用）